# جورج تاغارت
جورج تاغارت (بالإنجليزية: George Taggart)‏ هو مدرب كرة قدم ولاعب كرة قدم بريطاني في مركز نصف الجناح، ولد في 26 فبراير 1937. لعب مع بيرويك راينجرز وسانت جونستون ونادي دمبرتون ونادي كيلمارنوك.